# Michele Valensise
Michele Valensise (* 3. April 1952 in Polistena) ist ein italienischer Diplomat im Ruhestand.

## Leben
Michele Valensise schloss 1974 ein Studium der Rechtswissenschaft an der Universität La Sapienza ab und trat in den diplomatischen Dienst Italiens ein.
Er war Gesandtschaftssekretär zweiter Klasse in Brasília (1978–1981), Gesandtschaftssekretär erster Klasse in Bonn (1981–1984) und Gesandtschaftssekretär erster Klasse in Beirut (1984–1987). Von 1987 bis 1991 war er Büroleiter des Staatssekretärs im Außenministerium. Es folgten Verwendungen als Gesandtschaftsrat bei der Mission bei der EU-Kommission in Brüssel (1991–1997) und Geschäftsträger in Sarajevo, Bosnien und Herzegowina (1997–1999). Von 1999 bis 2001 betreute er im Büro des Außenministers das Italienische Parlament und leitete von 2001 bis 2004 die Öffentlichkeitsarbeit des Ministeriums für auswärtige Angelegenheiten und internationale Zusammenarbeit (Italien).
Vom 15. November 2004 bis 20. Juli 2009 war er Botschafter in Brasília und war gleichzeitig mit Sitz in Brasília als Botschafter in Paramaribo (Suriname) akkreditiert. Vom 20. Juli 2009 bis 9. Juli 2012 war er Botschafter in Berlin.
Vom 9. Juli 2012 bis 21. März 2016 war er Generalsekretär des Ministeriums für auswärtige Angelegenheiten und internationale Zusammenarbeit (Italien).
Am 21. März 2016 wurde er altersbedingt in den Ruhestand versetzt.
Am 18. November 2016 wurde er auf Grund eines gemeinsamen Vorschlags der deutschen und italienischen Regierung zum italienischen Präsidenten des deutsch-italienischen Dialogzentrums Villa Vigoni ernannt. Seit 2021 hat Michele Valensise zusammen mit Susanne Wasum-Rainer die Präsidentschaft des deutsch-italienischen Dialogzentrums Villa Vigoni inne.